# Чемпионат мира по лёгкой атлетике 2017 — спортивная ходьба на 50 километров (женщины)
Соревнования по ходьбе на 50 километров у женщин на чемпионате мира по лёгкой атлетике 2017 года прошли 13 августа в британском Лондоне. Двухкилометровая трасса была проложена на улице Мэлл между Букингемским дворцом и Аркой Адмиралтейства.
Женская ходьба на 50 км впервые была проведена в рамках чемпионатов мира по лёгкой атлетике. Решение о включении этой дисциплины в программу соревнований было принято Советом ИААФ 23 июля 2017 года, менее чем за две недели до их начала. Несмотря на небольшое количество спортсменок высокого класса, Международная федерация пошла на такой шаг в стремлении соблюсти принцип гендерного равенства в лёгкой атлетике. Таким образом, на чемпионате мира 2017 года впервые в истории количество мужских и женских дисциплин стало одинаковым (по 24).
В то же время в регламенте соревнований был установлен временной лимит: участницы захода должны были начать заключительный 2-километровый круг не позднее, чем через 4 часа 17 минут после старта.

## Медалисты

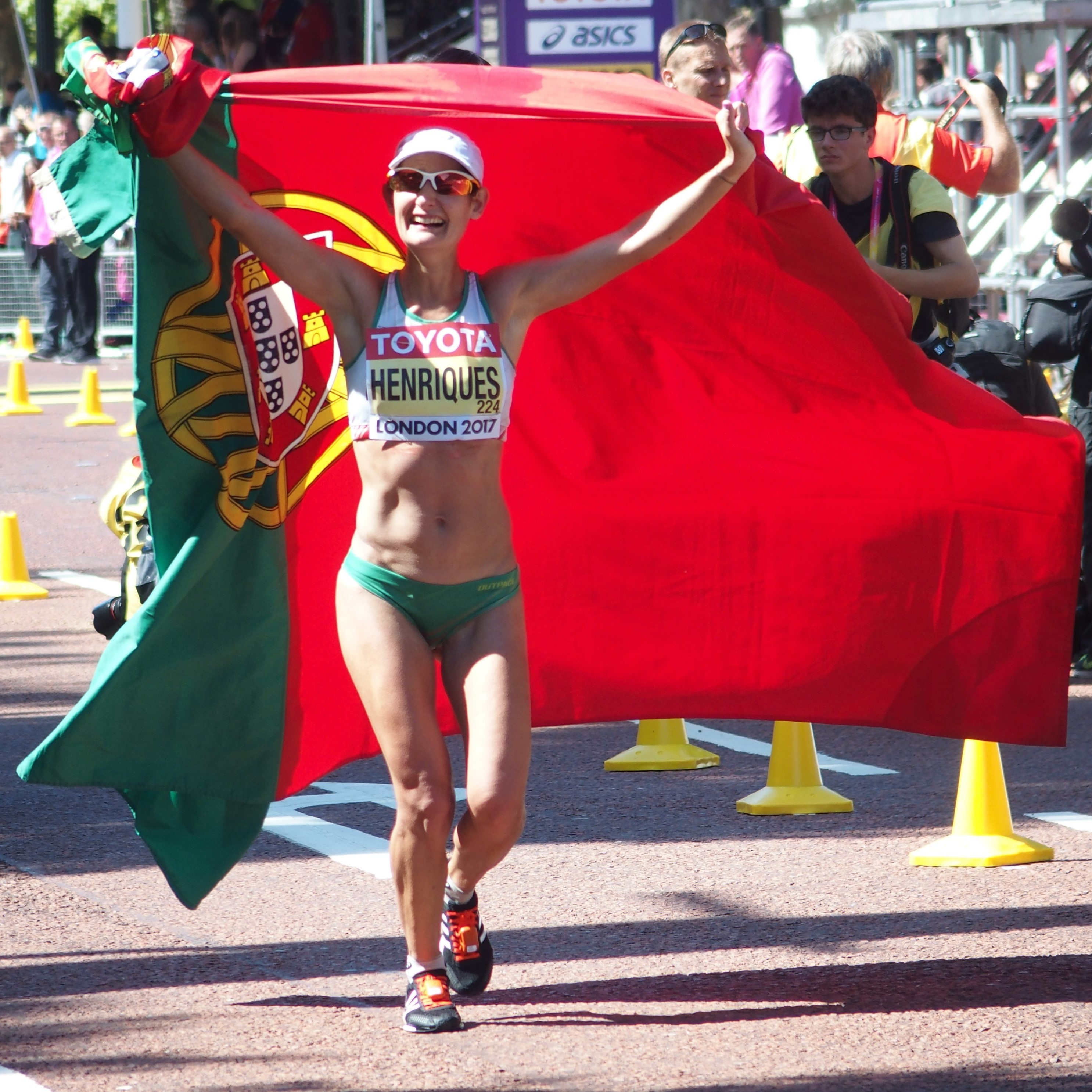
Инеш Энрикеш стала первой чемпионкой мира в женской ходьбе на 50 км

| Золото                  | Серебро       | Бронза         |
| Инеш Энрикеш Португалия | Инь Хан Китай | Ян Шуцин Китай |

## Рекорды
До начала соревнований действующими были следующие рекорды.
| Мировой рекорд                 | Инеш Энрикеш (Португалия) | 4:08.26 | Порту-ди-Мош, Португалия | 15 января 2017 |
| Лучший результат сезона в мире | Инеш Энрикеш (Португалия) | 4:08.26 | Порту-ди-Мош, Португалия | 15 января 2017 |

## Расписание
| Дата            | Время | Раунд соревнований |
| --------------- | ----- | ------------------ |
| 13 августа 2017 | 07:45 | Финал              |

Время местное (UTC+1:00)

## Результаты
Обозначения: WR — Мировой рекорд | AR — Рекорд континента | CR — Рекорд чемпионатов мира | NR — Национальный рекорд | WL — Лучший результат сезона в мире | PB — Личный рекорд | SB — Лучший результат в сезоне | DNS — Не стартовала | DNF — Не финишировала | DQ — Дисквалифицирована

Старт заходу на 50 километров у женщин был дан 13 августа в 7:45 по местному времени, одновременно с мужчинами. На дистанцию отправились 7 спортсменок из 4 стран. Со старта в отрыв ушли рекордсменка мира из Португалии Инеш Энрикеш и китаянка Инь Хан. В районе 30-километровой отметки Энрикеш увеличила скорость и постепенно оторвалась от своей единственной соперницы. На финише она улучшила собственный мировой рекорд на две с половиной минуты — 4:05.56. Инь Хан стала второй с рекордом Азии (4:08.58), её соотечественница Ян Шуцин финишировала третьей. Закончить дистанцию смогли четыре участницы.
| Место | Атлет          | Гражданство | Результат | Примечания |
| ----- | -------------- | ----------- | --------- | ---------- |
| 1     | Инеш Энрикеш   | Португалия  | 4:05.56   | WR, CR     |
| 2     | Инь Хан        | Китай       | 4:08.58   | AR         |
| 3     | Ян Шуцин       | Китай       | 4:20.49   | PB         |
| 4     | Кэтлин Бернетт | США         | 4:21.51   | AR         |
| 5     | Наир да Роза   | Бразилия    | DNF*      |            |
| 6     | Сьюзан Рэндалл | США         | DNF*      |            |
| 7 !   | Эрин Талкотт   | США         | DQ        |            |

* Участницы, которые не уложились в контрольное время на отметке 48 км (4:17.00) и были сняты с дистанции